# Progeria
Progeria, også kendt som Hutchinson-Gilfords syndrom er en genetisk børnesygdom, der gør at de ramtes kroppe ældes otte gange hurtigere end normalt. Men patienten udviser normal mental udvikling. Et barn født med progeria stopper normalt med at vokse i 16 - 18 måneders alderen og udvikler hurtig tegn på aldring, herunder hårtab, tynd hud, knogleskørhed og åreforkalkning.
En patient med progeria bliver gennemsnitligt 13 år og sjældent ældre end 16 år. Sygdommen kan hverken helbredes eller forebygges, og rammer kun ca. 1 ud af 4 millioner børn. I øjeblikket ca. 100 beskrevet på verdensplan.
Sygdommen blev opdaget i 1886 af den britiske patolog Jonathan Hutchinson (1828 - 1913). Hutchinson fandt sygdommen hos en 6-årig dreng. I 1896 kunne Hastings Gilford konstatere at det var en selvstændig sygdom efter at have fulgt op på Hutchinsons forskning og studeret en anden patient med lignende symptomer. Gilford navngav sygdommen progeria.
Progeria er ikke arvelig og viser sig først, når barnet er 18 - 24 måneder gammel. Efterhånden som sygdommen accelererer, rammes de af typiske alderstegn som hårtab, leddegigt og knogleskørhed. En hormonbehandling kan forlænge barnets liv. Dødsårsagen er ofte hjertestop eller en blodprop i hjertet (akut myokardieinfarkt).
Den eneste i Danmark med sygdommen er Jesper Sørensen (født d. 30. oktober 1997), der bor i Nordjylland, og er blandt de tre ældste personer, som lider af progeria i hele verden.
Forskere har opnået positive resultater med et lægemiddel kaldet lonafarnib.
Det kliniske studie er netop offentliggjort i tidsskriftet PNAS. Brugen af det nye lægemiddel kan forsinke aldringsprocessn.
I 2003 opdagede man et defekt gen, LMNA, der er ansvarlig for udviklingen af aldringsprocesserne hos progeriapatienter.[kilde mangler] Når genet er defekt, danner det et afvigende protein, der binder molekylet farnesyl, således at dannelsen af cellekernemembraner forhindres – en binding, som forstyrrer cellens vækst og som typisk indtræffer under normal aldring af celler.
Farnesyl transferase hæmmere (FTI) anses derfor som gode medikamenter mod progeria, og forskerne har i dette studie testet effekten af lægemidlet lonafarnib.[kilde mangler]
25 progeriapatienter fik Lonafarnib i minimum to år og resultatet viste, at tre ud af fire patienter oplevede vægtøgning eller stabil vægt. Alle patienterne oplevede forbedringer af mindst én af studiets endemål. Resultaterne antyder dermed, at lonafarnib sandsynligvis kan bremse udviklingen af åreforkalkninger og knoglestrukturer.[kilde mangler]